# Pont Morand
Ne doit pas être confondu avec pont Morandi ou ponte Morandi (Toscane).
 (mars 2020).
Si vous disposez d'ouvrages ou d'articles de référence ou si vous connaissez des sites web de qualité traitant du thème abordé ici, merci de compléter l'article en donnant les références utiles à sa vérifiabilité et en les liant à la section « Notes et références ».
Le pont Morand est un pont sur le Rhône reliant les 1er et 6e arrondissements à Lyon, en France. Le pont actuel, bâti lors de la réalisation de la ligne A du métro de Lyon qui circule dans son tablier, succède à quatre autres ponts bâtis à son emplacement.

## Situation
Le pont Morand relie le 1er arrondissement à l'ouest et le 6e arrondissement à l’est.
À l'ouest, il débouche sur la place Louis-Pradel (qui jouxte la place Tolozan). Il y marque le début de la Presqu'île, cœur de Lyon depuis le Ier siècle ; il marque aussi la limite entre le quai Jean-Moulin vers le sud et le quai André-Lassagne vers le nord.
À l'est, il débouche sur la place du Maréchal-Lyautey, au point de rencontre du quai de Serbie vers le nord et du quai du Général-Sarrail vers le sud,.

## Histoire

### Pont en bois (1774)
Le premier pont a été construit en bois en 1774 par l'architecte urbaniste Jean-Antoine Morand, il n'existait alors à cette époque qu'un seul autre pont sur le Rhône, celui de la Guillotière. L'ouvrage bâti par Morand est long de 208 m et large de 12 m. Il a porté plusieurs noms : pont Saint-Clair, pont Rouge ou de Bois à l'origine, pont Affranchi en 1793, pont Rouge des Victoires en 1794, puis pont Morand (attesté en 1810).

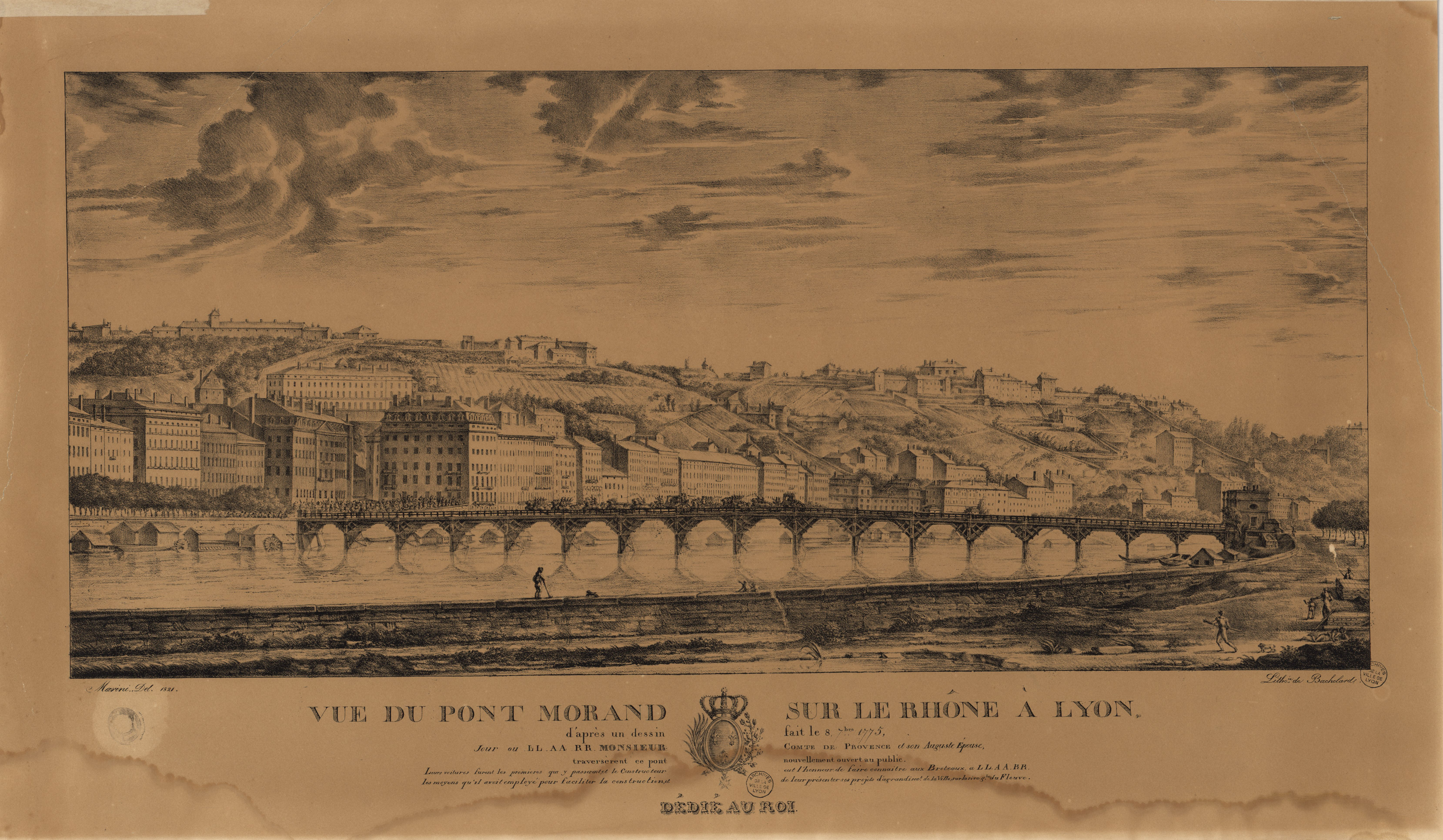
Pont Morand en 1821 d'après un dessin de 1775
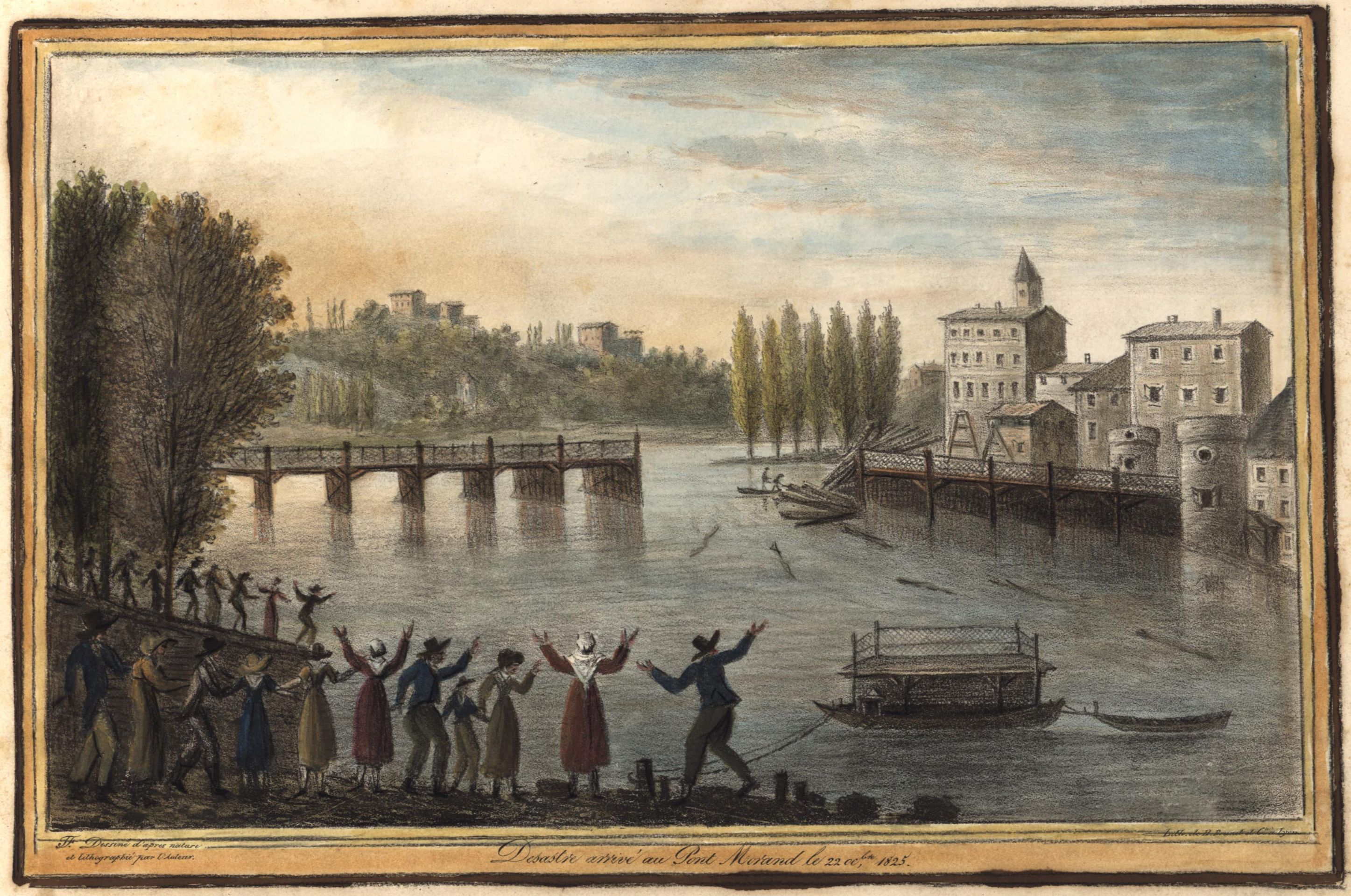
Destruction du pont Morand en 1825

### Pont volant (1825)
En 1825, ce premier pont s'écroule. Il est alors remplacé par un pont volant pendant sa reconstruction. En 1854, il résiste à la crue qui emporte le pont Saint-Clair, qui vient se heurter contre ses piles et bloquer les eaux.

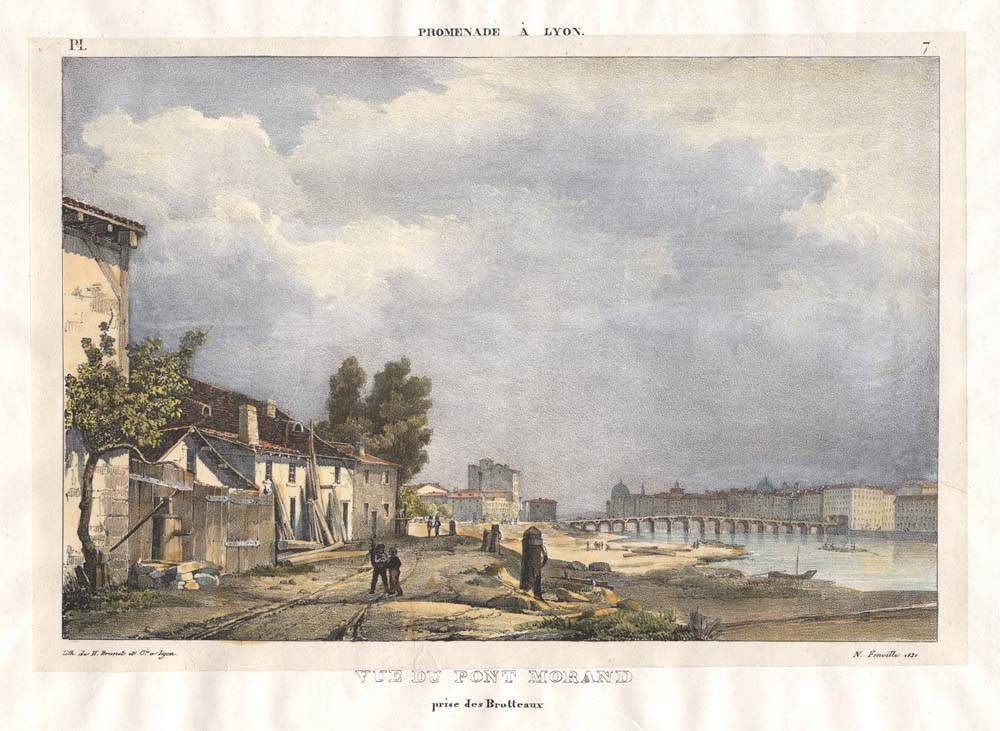
Pont Morand en 1834
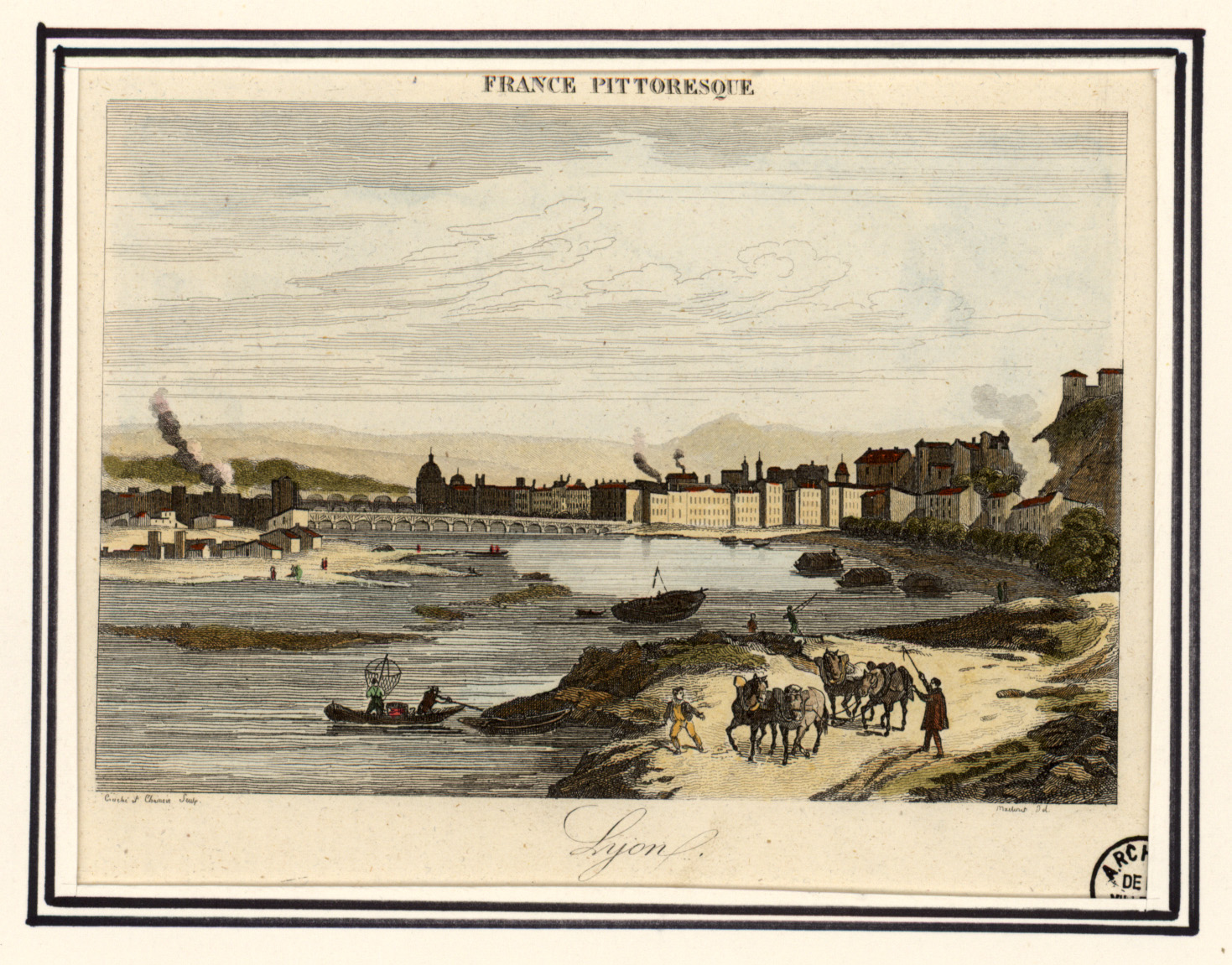
Les rives du Rhône près de Saint-Clair en 1835
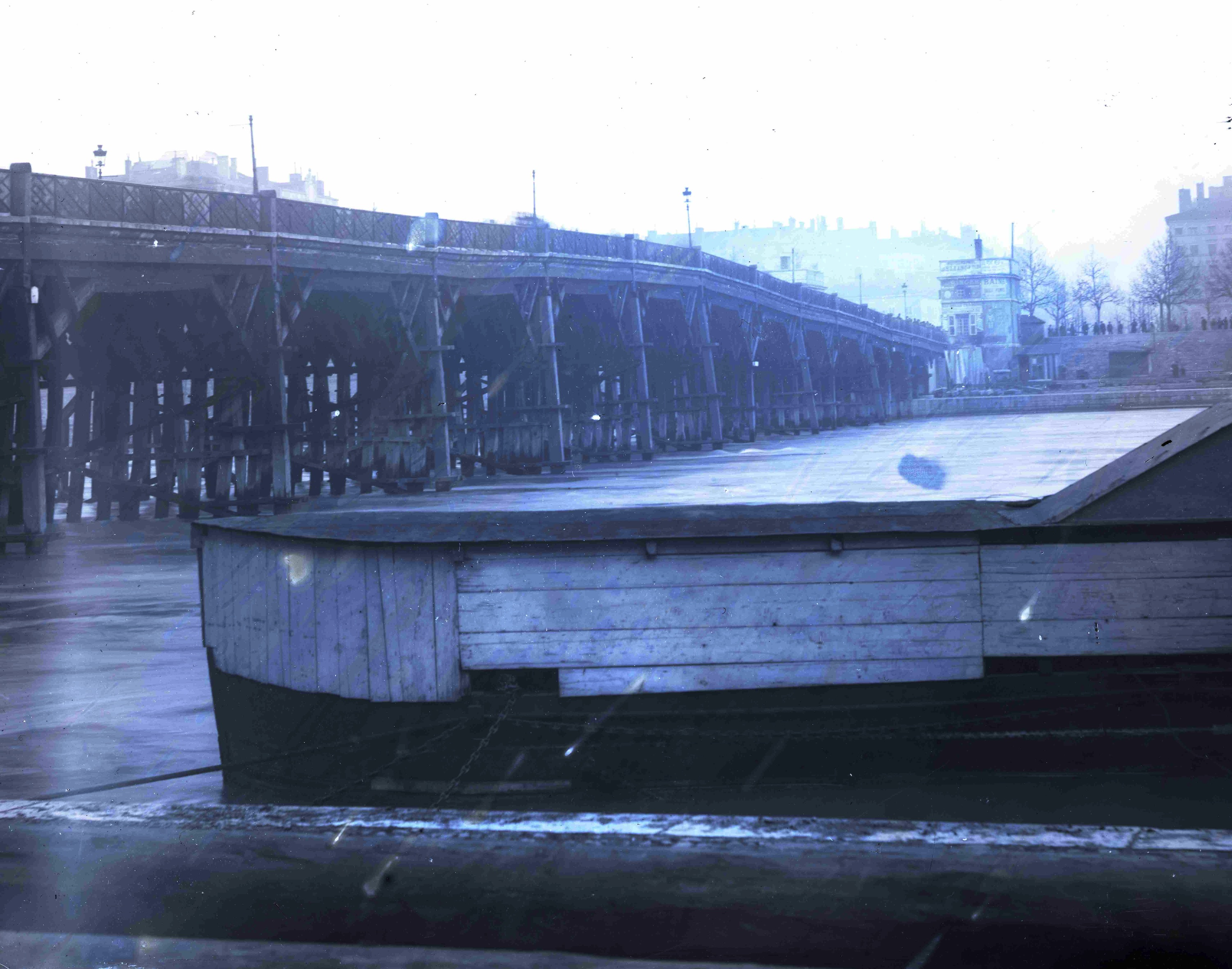
Le pont Morand avant 1886.

### Révolte des canuts (1831)
Le 22 novembre 1831, deuxième jour de la révolte des canuts de Lyon, un combat sanglant a lieu au pont Morand. Les soldats et gardes nationaux, battus, renoncent à contrôler la Grande-Côte et la montée Saint-Sébastien. Les ouvriers prennent possession de la caserne du Bon-Pasteur et pillent les armureries. Des ouvriers de tous les quartiers se joignent aux canuts qui sont bientôt maîtres de toute la ville, à l’exception du quartier des Terreaux.

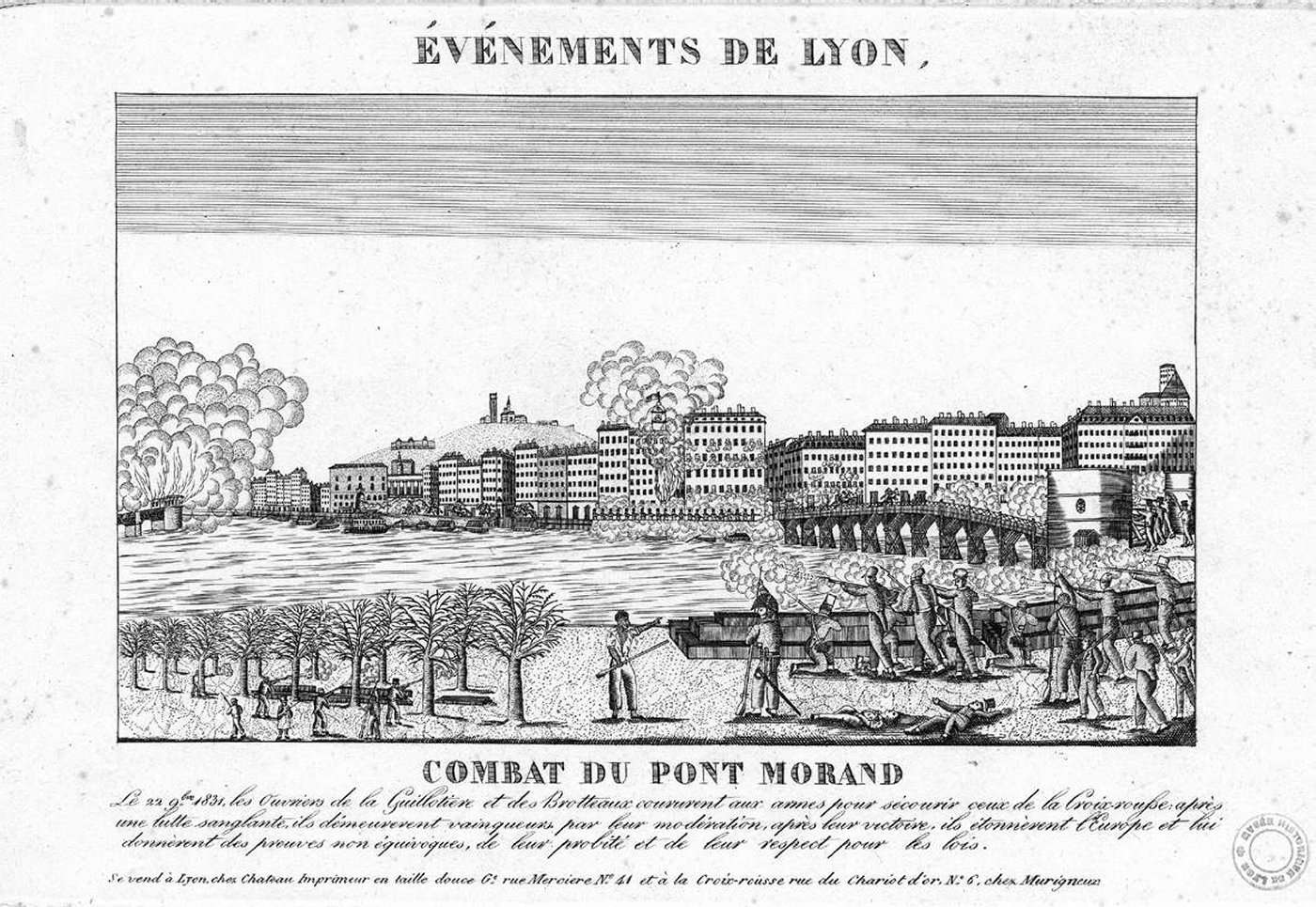
Combats au pont Morand le 22 novembre 1831, lors de la première révolte des canuts.

### Pont métallique (1886)
Plus tard, dans les années 1880, ce second pont vétuste menace de tomber en ruine et doit être limité à la circulation. Finalement démoli en 1886, il est remplacé par un pont à structure métallique reposant sur des piles de maçonnerie. Il est réalisé par les Chantiers de Chalon-sur-Saône (Schneider et Cie). Ce nouveau pont est long de 214,50 m, avec une chaussée large de 11 m et deux trottoirs de 4,50 m.

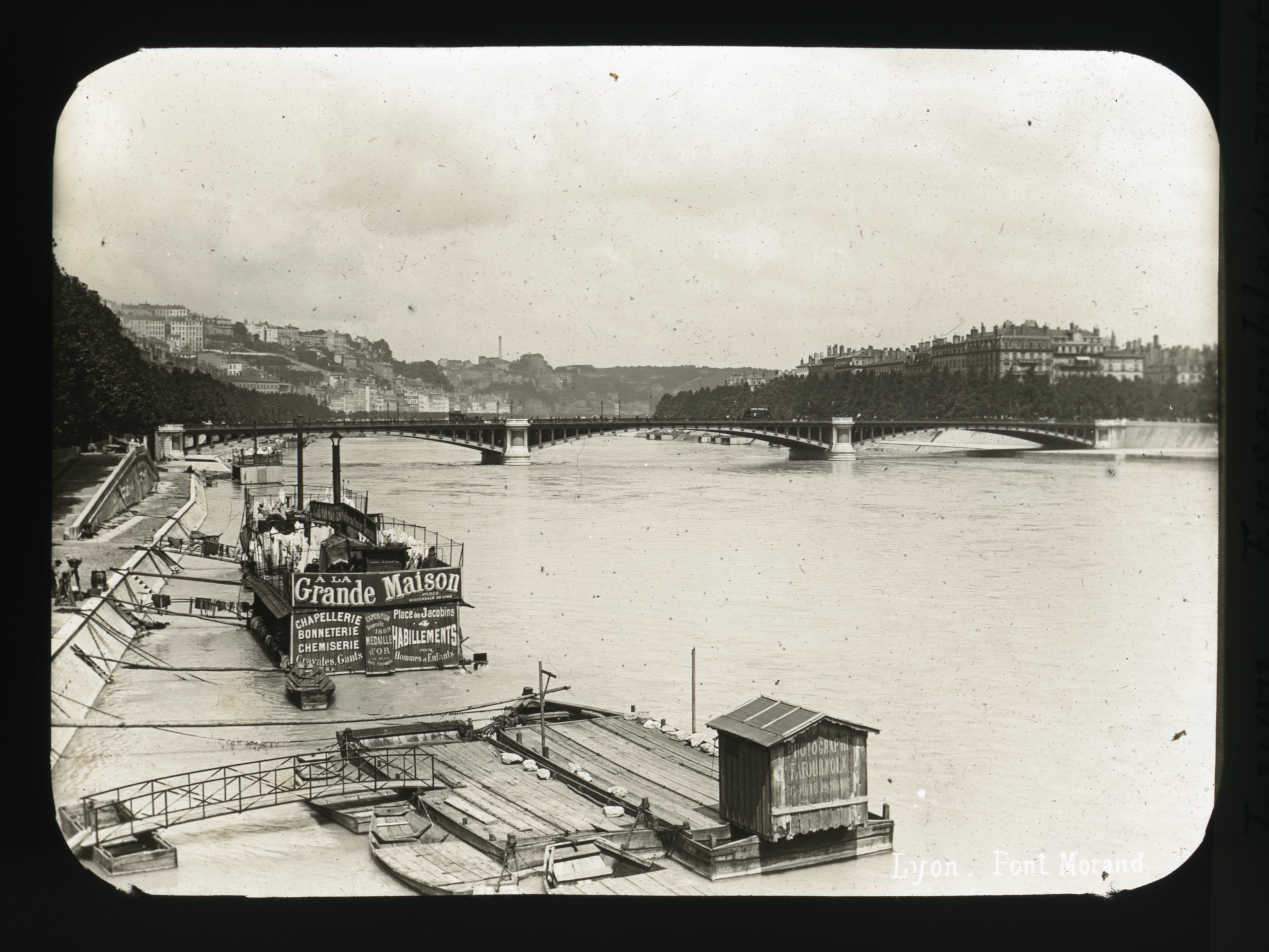
Vue d'ensemble du Pont Morand prise depuis les quais du Rhône (1891)
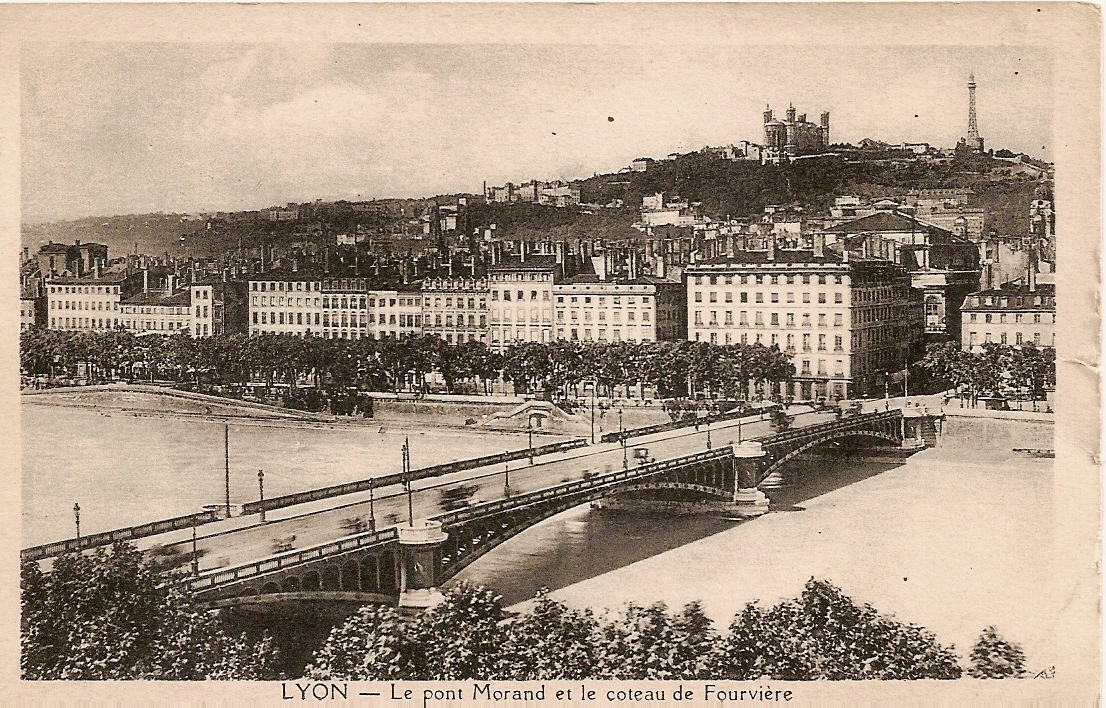
Pont Morand et quai Jean-Moulin, devant la colline de Fourvière (carte postale vers 1900).

### Destruction partielle pendant la Seconde Guerre mondiale (1944)
Au cours de la Seconde Guerre mondiale, l'arche centrale de ce troisième ouvrage métallique est détruite par les Allemands en 1944. Le 3 février 1945, un pont provisoire en bois, appelé pont du Bâtiment, est ouvert pour permettre la circulation pendant les travaux de reconstruction du pont Morand. Il est constitué d'un tablier de 205 m reposant sur dix piles sur pilotis. Le pont définitif reconstruit rouvre finalement le 3 avril 1948.

### Quatrième pont en béton (1976)
Le troisième pont est démoli à son tour en 1974 dans le cadre des travaux du métro. En 1976, le pont actuel en béton est inauguré. Conçu à l'origine comme le premier de deux ponts jumeaux, ce nouveau pont est situé dans l'alignement du projet de la percée Morand-Martinière, à la différence des ponts précédents, qui étaient dans l'alignement du cours Franklin-Roosevelt (ancien cours Morand). Ce projet ayant été en partie abandonné, le deuxième pont Morand n'a jamais vu le jour.

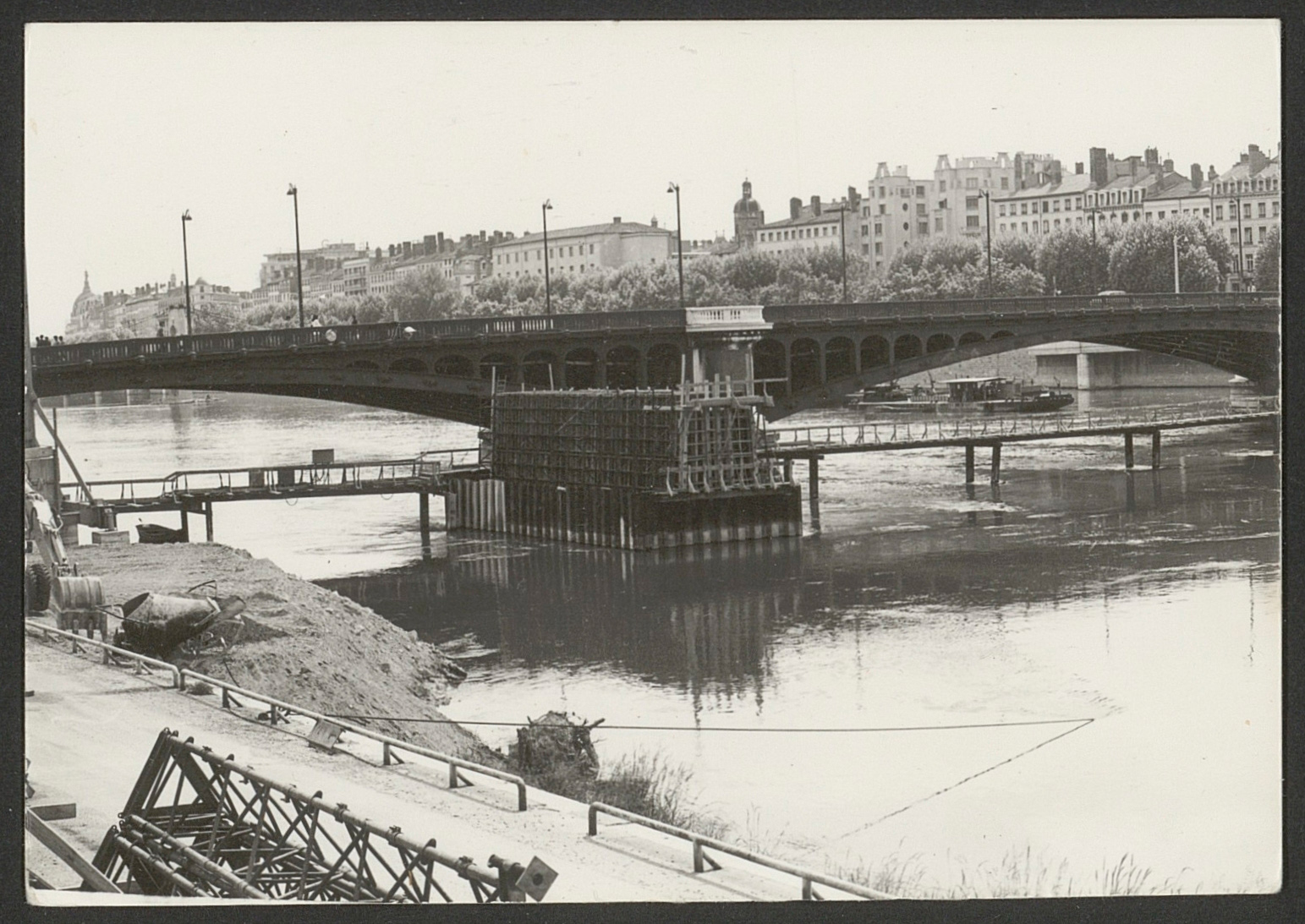
Pont volant avant la destruction du pont métallique (entre 1971 et 1974)
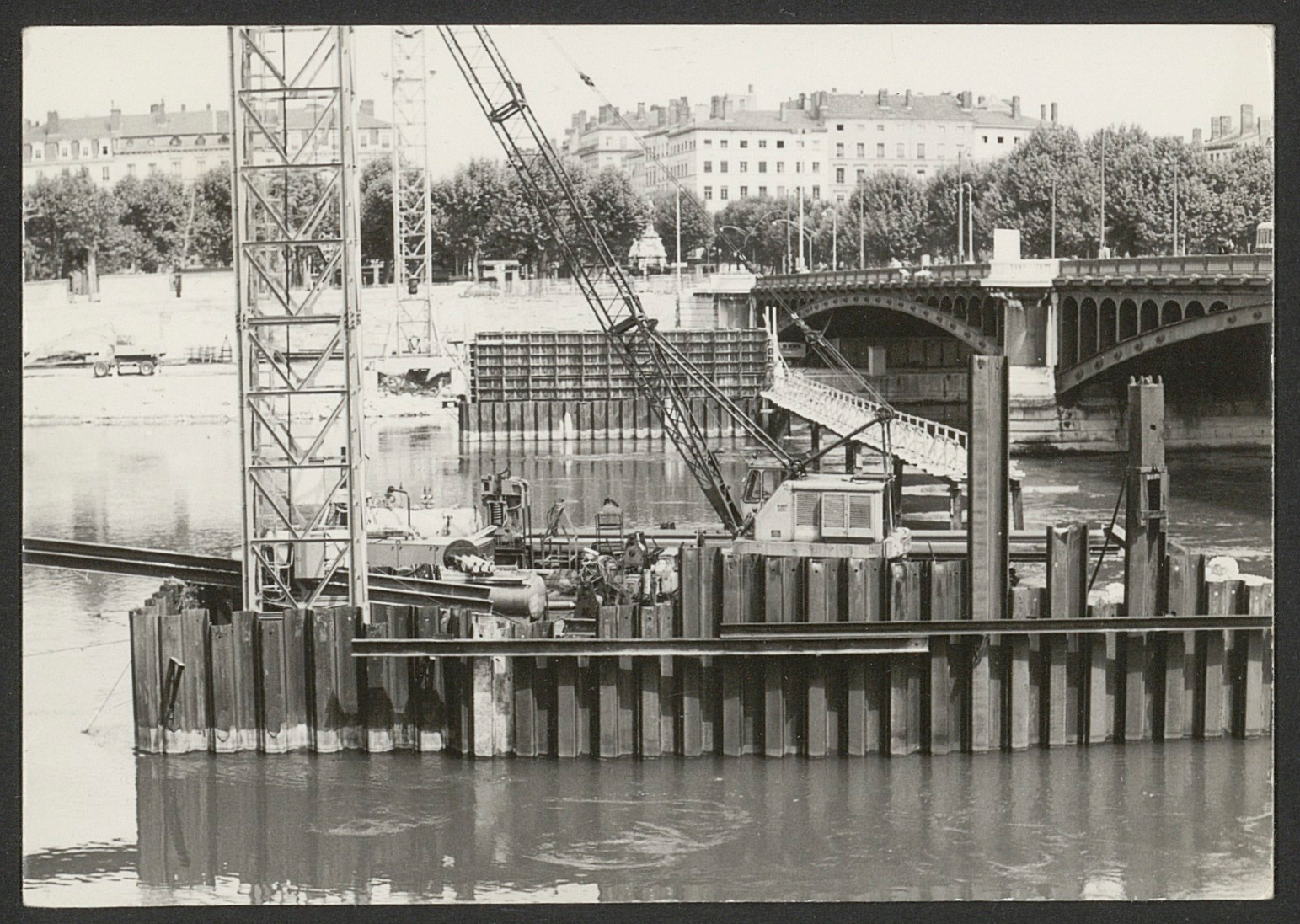
Construction du nouveau pont Morand (entre 1971 et 1974)
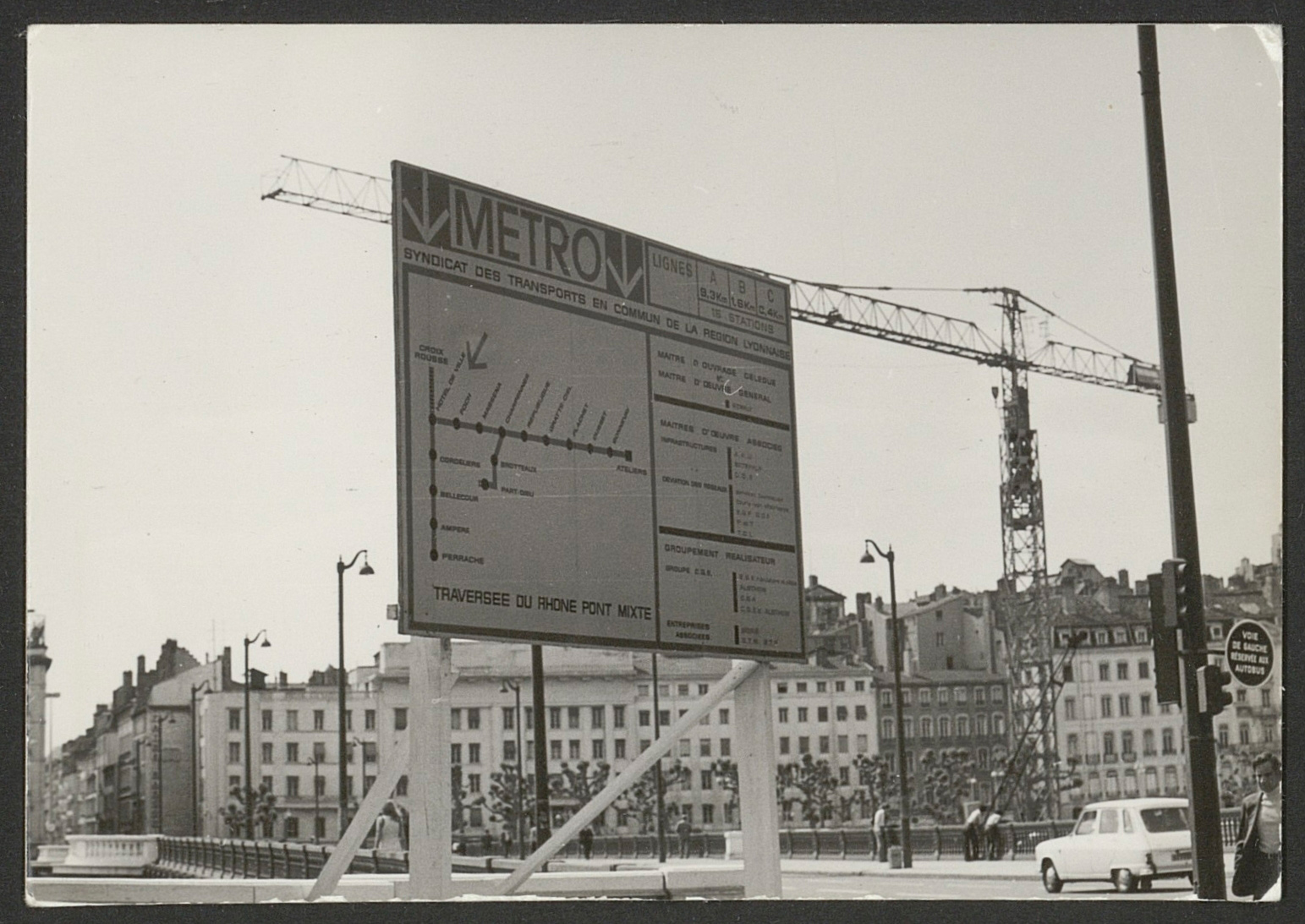
Construction du nouveau pont Morand, pont mixte pour traverser le Rhône (entre 1971 et 1974)

## Description
Le pont actuel est construit en béton précontraint, long de 187 m. Cet ouvrage est un pont en poutre-caisson. Il permet aux métros de la ligne A de circuler à l'intérieur du tablier, tandis que les automobiles et les piétons sont en surface sur une chaussée de 15,50 m de large et deux trottoirs de 2 m. 

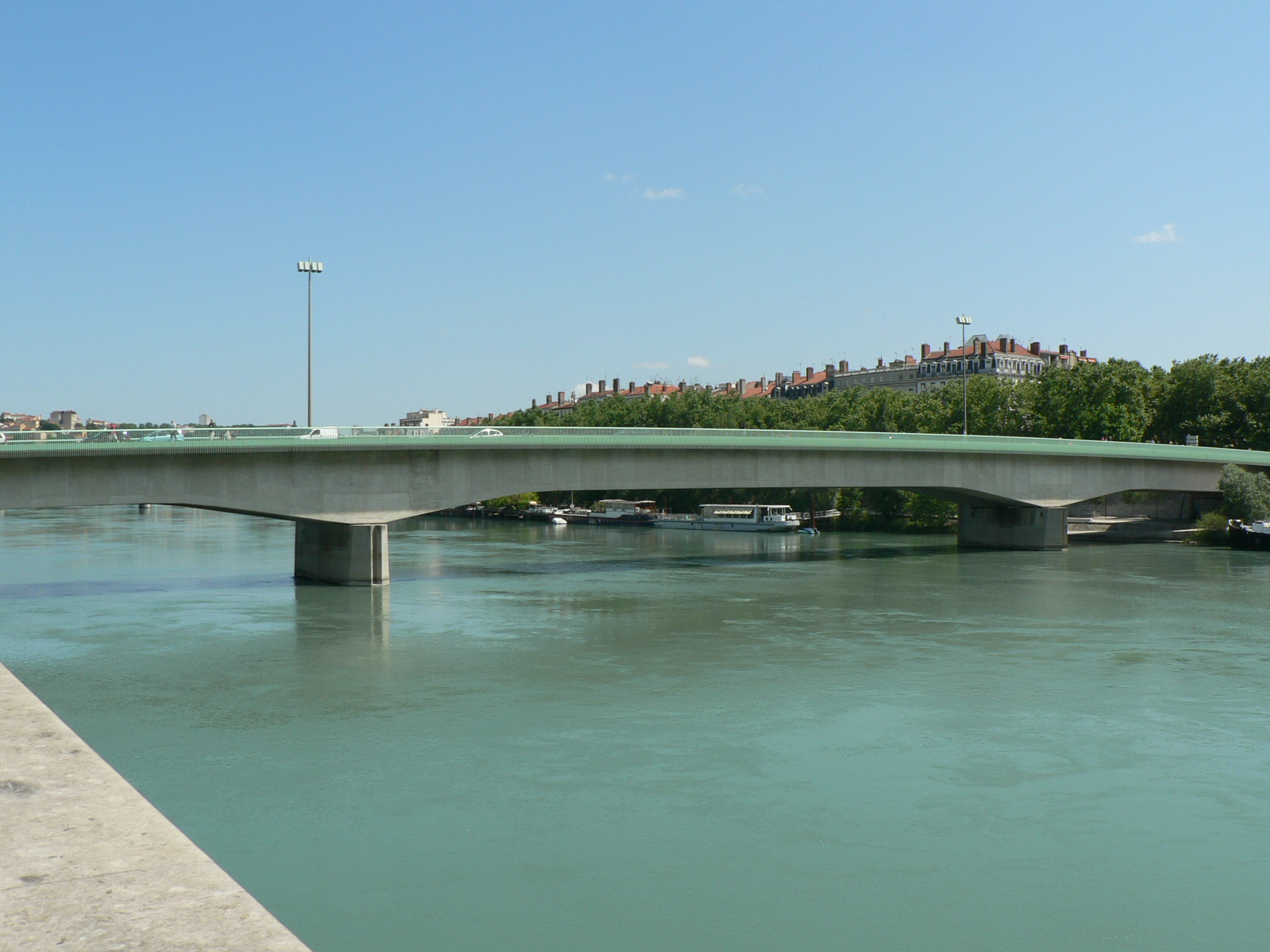
Vue d'ensemble du pont en 2008.
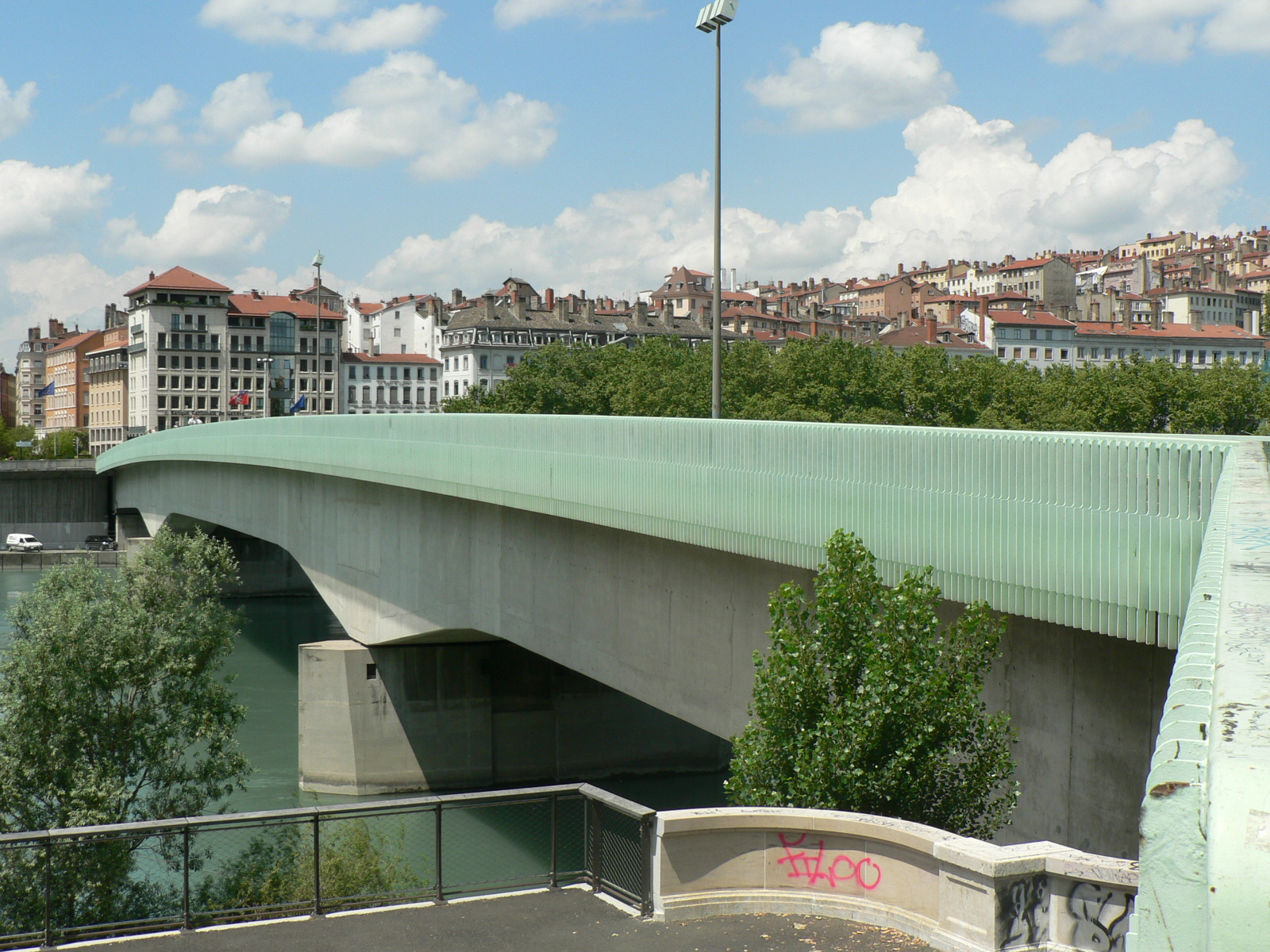
Le pont depuis la rive gauche en 2008, à l'emplacement du départ de l'ancien pont Morand.